# Kanton Bourguébus
Bourguébus is een voormalig kanton van het Franse departement Calvados. Het kanton maakte deel uit van het arrondissement Caen. Het werd opgeheven bij decreet van 17 februari 2014, met uitwerking op 22 maart 2015.

## Gemeenten
Het kanton Bourguébus omvatte de volgende gemeenten:
- Airan
- Bellengreville
- Billy
- Bourguébus (hoofdplaats)
- Cesny-aux-Vignes
- Chicheboville
- Clinchamps-sur-Orne
- Conteville
- Fontenay-le-Marmion
- Frénouville
- Garcelles-Secqueville
- Grentheville
- Hubert-Folie
- Laize-la-Ville
- May-sur-Orne
- Moult
- Ouézy
- Poussy-la-Campagne
- Rocquancourt
- Saint-Aignan-de-Cramesnil
- Saint-André-sur-Orne
- Saint-Martin-de-Fontenay
- Soliers
- Tilly-la-Campagne